# Llengua seneca
El seneca ˈsɛnɨkə (en seneca, Onödowága o Onötowáka) és la llengua dels seneca, una de les Sis Nacions de la Confederació Iroquesa. Uns 10.000 seneca viuen als Estats Units i el Canadà, principalment en reserves a l'oest de Nova York, i altres viuen a Oklahoma i vora Brantford, Ontario. Pel 2013, estaven duent a terme un programa per a revitalitzar la seva llengua.

## Revitalització lingüística
En 1998, fou fundada la Seneca Faithkeepers School com a escola per a ensenyar als nens la llengua i les tradicions seneca durant cinc dies a la setmana. En 2010, la professora de seneca de K-5 Anne Tahamont va rebre el reconeixement pel seu treball amb els estudiants a l'Escola de Silver Creek i en documentació lingüística, presentant Documenting the Seneca Language' using a Recursive Bilingual Education Framework a la Conferència Internacional de Documentació i Conservació de Llengües (ICLDC).
Cap al 2012 els menys de 50 parlants nadius de la Nació Seneca de Nova York estaven d'acord que la seva llengua estava en perill d'extinció. Afortunadament, una beca federal de 200.000 dòlars per al Programa de Revitalització de la Llengua Seneca ha solidificat encara més una associació amb el Rochester Institute of Technology que ajudarà a desenvolupar un catàleg informàtic fàcil d'utilitzar que permeti a les futures generacions estudiar i parlar l'idioma.
La subvenció per al programa de revitalització, adjudict al Programa Native American Stewards Future del RIT, està dissenyat per millorar la facilitat d'ús de la llengua seneca. El projecte desenvoluparà "un diccionari de base web fàcil d'usar o guiar en llengua seneca" Robbie Jimerson, un estudiant graduat en el programa de ciències de la computació del RIT resident de la Reserva índia Cattaraugus prop de Buffalo i que està treballant en el projecte, va comentar: "El meu avi sempre ha dit que un acudit és més divertit en seneca del que és en anglès." pel gener de 2013 s'estava desenvolupant una app en llengua seneca.
Per la tardor de 2012 els aprenents de llengua seneca s'estan associant amb els mentors amb fluïdesa, i està disponible en línia un butlletí de notícies, Gae:wanöhge′! Seneca Language Newsletter.
Encara que l'estació de ràdio de propietat seneca WGWE (el nom de la qual deriva de "gwe," una paraula seneca que es pot traduir més o menys com "què passa?") emet principalment en anglès, compta amb una emissió diària "Seneca Word of the Day" abans de cada noticiari del migdia, emet una quantitat limitada de música seneca, i fa que l'ús ocasional de la llengua seneca en les seves emissions en un esforç general per incrementar el coneixement de la llengua seneca pel públic en general. El 2013 es va celebrar el primer esdeveniment esportiu pública en seneca, quan els estudiants de l'escola secundària van servir com anunciadors d'un partit de lacrosse.

## Fonologia
Les paraules seneca s'escriuen amb 16 lletres més el colon (:) i la marca d'accent agut. Les vocals i consonants són a, ä, e, ɛ, i, o, ɔ, h, j, n, s, t, w, y, i ʔ.

### Consonants
Les consonents seneca inclouen les Resonants /y/, /w/, i /n/, i les Obstruents /t/, /k/, /s/, /j/, /h/, i /ʔ/.
|            | Dental i alveolar | Postalveolar i Palatal | Velar | Glotal |
| ---------- | ----------------- | ---------------------- | ----- | ------ |
| Nasal      | n                 |                        |       |        |
| Oclusiva   | t                 |                        | k     | ʔ      |
| Africada   | d͡z ⟨dz⟩           | d͡ʒ ⟨j⟩                 |       |        |
| Fricativa  | s                 | ʃ ⟨s̈⟩                  |       | h      |
| Aproximant |                   | j ⟨y⟩                  | w     |        |

### Vocals
Les vocals poden ser subclassificades en vocals orals /i/, /e/, /æ/, /a/, i /o/, i vocals nasalitzades /ɛ/ i /ɔ/.
|             | Frontal | Posterior |
| ----------- | ------- | --------- |
| Tancada     | i       | u         |
| Semitancada | e       | o         |
| Semioberta  | ɛ̃       | ɔ̃         |
| Oberta      | æ       | ɑ         |